# Bolivia op de Olympische Winterspelen 1992
Tijdens de Olympische Winterspelen van 1992, die in Albertville (Frankrijk) werden gehouden, nam Bolivia voor de vijfde keer deel.

## Deelnemers en resultaten

### Alpineskiën
| Olympiër             | Discipline       | Resultaat | Prestatie                                                 |
| -------------------- | ---------------- | --------- | --------------------------------------------------------- |
| Carlos Aramayo       | reuzenslalom (m) | 87e       | run 1: 1.38,83 run 2: 1.45,46 totaal: 3.24,29 (+ 1.17,31) |
| Manuel Aramayo       | slalom (m)       | 57e       | run 1: 1.27,27 run 2: 1.25,29 totaal: 2.52,56 (+ 1.08,17) |
| Guillermo Avila      | reuzenslalom (m) | 77e       | run 1: 1.24,68 run 2: 1.26,09 totaal: 2.50,77 (+ 43,79)   |
| Guillermo Avila      | slalom (m)       | 50e       | run 1: 1.13,94 run 2: 1.14,31 totaal: 2.28,25 (+ 43,86)   |
| José-Manuel Bejarano | reuzenslalom (m) | 89e       | run 1: 1.36,47 run 2: 1.50,88 totaal: 3.27,35 (+ 1.20,37) |
| José-Manuel Bejarano | slalom (m)       | 59e       | run 1: 1.30,13 run 2: 1.24,55 totaal: 2.54,68 (+ 1.10,29) |
| Daniel Stahle        | reuzenslalom (m) | 83e       | run 1: 1.33,56 run 2: 1.38,80 totaal: 3.12,36 (+ 1.05,38) |
| Daniel Stahle        | slalom (m)       | 56e       | run 1: 1.23,45 run 2: 1.24,97 totaal: 2.48,42 (+ 1.04,03) |

Algerije · Amerikaanse Maagdeneilanden · Andorra · Argentinië · Australië · België · Bermuda · Bolivia · Brazilië · Bulgarije · Canada · Chili · China · Chinees Taipei · Costa Rica · Cyprus · Denemarken · Duitsland · Estland · Filipijnen · Finland · Frankrijk · Gezamenlijk team · Griekenland · Groot-Brittannië · Honduras · Hongarije · Ierland · IJsland · India · Italië · Jamaica · Japan · Joegoslavië · Kroatië · Letland · Libanon · Liechtenstein · Litouwen · Luxemburg · Marokko · Mexico · Monaco · Mongolië · Nederland · Nederlandse Antillen · Nieuw-Zeeland · Noord-Korea · Noorwegen · Oostenrijk · Polen · Puerto Rico · Roemenië · San Marino · Senegal · Slovenië · Spanje · Swaziland · Tsjecho-Slowakije · Turkije · Verenigde Staten · Zuid-Korea · Zweden · Zwitserland